# Supka Magdolna
Supka Magdolna (Rákosliget, 1914. augusztus 3. – Budapest, 2005. november 10.) Széchenyi-díjas művészettörténész.

## Életpályája
- Édesanyja Gere Gizella (1887–1966), aki komoly rajztehetség volt, de nem csinált karriert, mivel a családnak szentelte életét. Édesapja, dr. Supka Géza (1883–1956) régész, író, újságíró, A Világ és a Literatura lapok főszerkesztője. Hazánkban a Könyvnap kezdeményezője, elindítója (1927).

Bátyja dr. Supka Ervin régész, akit nagyon szeretett.
- 1919-ben apja Bécsbe emigrált, ahová a család is követte, egy évvel később tértek vissza Budapestre és költöztek be a XI. kerületi, akkoriban Lenke, ma Bocskai út 23–25. számú házba, ahol Supka Magdolna haláláig élt.
- A Veres Pálné Gimnáziumba járt 1924 és 1932 között. Ezzel egy időben ötvös műhelyben tanonc volt, mivel apja fontosnak tartotta, hogy valamilyen kétkezi munkához is értsen. Ezután a Pázmány Péter Tudományegyetem művészettörténet-német-olasz szakát végezte el 1937-ben. Egy évvel később A magyar úrhímzés című disszertációjával doktorátust, 1971-ben a művészettörténet kandidátusa címet szerzett. Fiatalon rövid ideig színészetet is tanult, szerepelt is többször, de ez irányú karrierje – részben a háború miatt – félbeszakadt.
- Első férje Féja Géza író volt (1938-1943), nevelt fia Féja Endre.
- Második férje Bényi László festőművész (1951-től), művészettörténész, lánya Bényi Eszter.

- Első kiállítását 1948-ban rendezte (fővárosi biedermeyer és empire stílusú üveg- és porcelán gyűjteményből a Történeti Múzeumban), de egész életét aktívan töltötte, folyamatosan mások – leggyakrabban mellőzött és elfeledett művészeket – segített, nem egyszer harcolt is értük. 1957-ben kerül a Magyar Nemzeti Galéria grafikai osztályára. ahol 1981-es nyugdíjazásáig dolgozott. 1962-ben megrendezi az első nagy Aba-Novák Vilmos kiállítást. Sokat fáradozott Aba-Novák Vilmos, Csohány Kálmán, Gadányi Jenő, Kohán György, Perei Zoltán, Pirk János, Rékassy Csaba, Szabó Vladimir, Szalay Lajos, Tenk László, Tóth Menyhért, Wagner Nándor és Zichy Mihály életművének megismertetésével, műveiknek értékelésével. Elsősorban a grafikusok pártfogója volt. 1984-ben a kortárs magyar grafikusok a budapesti Fészek Galériában rendezték a Manna néninek szeretettel című kiállítást. Így aztán rengeteg barátja és tisztelője van, a fiatalok között is. Azon kevesek közé tartozott, akik papír nélkül szabadon beszélnek kiállítási megnyitók alkalmával. Élete utolsó szakaszában nagyon sok kiállítást nyitott meg és előadásokat tartott rendezvényeken. Hihetetlen név- és eseménymemóriája volt, ami átölelte egész pályáját az ifjúkortól az öregkorig.
- S ha egészsége gyengült is az évek múlásával, egy-egy kiállítás-megnyitó kedvéért erőt tudott venni magán, hogy el tudja végezni a munkát. Így volt ez röviddel halála előtt is, Sopronban és a budapesti Csók Galériában megnyitott egy-egy kiállítást. Utolsó napjaiban a kórházban még egy megjelenés előtt álló munkájának mondatait formázta, s barátait vidította.
- 1981-ben elnyerte a Magyar Népköztársaság Művészeti Alapjának művészeti írói nagydíját. 1984-ben a Munka Érdemrend arany fokozatát nyerte el, 1994-ben Széchenyi-díjat kapott, 2000-ben a Magyar Köztársasági Érdemrend középkeresztjével tüntették ki, 2005-ben pedig Madách-díjat kapott.

## Szakmai életrajz
- 1938 – Pázmány Péter Tudományegyetem művészettörténeti doktorátus
- 1971 – a művészettörténet kandidátusa
- 1943–1954 – a Székesfővárosi múzeumok, majd a BTM muzeológusa
- 1954–1957 – az MTA Művészettörténeti Dokumentációs Központ munkatársa
- 1957 – a Magyar Nemzeti Galéria tudományos főmunkatársa
- 1960 – Műkritikusok Nemzetközi Szövetsége (AICA), 1994-től a Magyar Művészeti Akadémia tagja
- 1981 – Magyar Népköztársaság, Művészeti Alap (MNMA) Művészeti Írói Nagydíja
- 1984 – Munka Érdemrend arany fokozata
- 1994 – Széchenyi-díj – tudományos életművéért és művészetszervezői munkásságáért.
- 2000 – A Magyar Köztársasági Érdemrend középkeresztje, Madách-díj
- 2005 – A Magyar Köztársaság Elnökének Érdemérme
- 2005 – Újbuda 75 Emlékplakett
- A Magyar Képzőművészeti Főiskola díszdoktora

## Főbb művei
- A magyar úrihímzés, Budapest, 1938
- Zichy Mihály Bényi Lászlóval közösen, Budapest, 1953
- Aba-Novák Vilmos, Budapest, 1966
- Életképek a Magyar Nemzeti Galériában, Budapest, 1974
- Szabó Vladimír, Budapest, 1974
- Rékassy Csaba, Budapest, 1981
- Csohány Kálmán, Budapest, 1985
- Pirk János, Budapest, 1988
- Tóth Menyhért, Budapest, 1991
- Kohán György, Budapest, 1994
- Tenk László, Budapest, 1996
- Földi Péter, Budapest, 1997
- Lóránt János, Budapest, 1998
- Kovács Péter, Budapest, 1998
- Kohán Gyula, 2001
- A teljes emberség. Supka Magdolna levelei Féja Gézához; vál., összeáll. Féja Endre; Békés Megyei Könyvtár, Békéscsaba, 2005
- A pannó. Aba-Novák Vilmos monumentális alkotása / L'oeuvre monumentale de Vilmos Aba-Novák / Vilmos Aba-Novák's monumental work of art; szerk. Bényi Eszter; Holnap, Bp., 2008
- A drámai groteszk. Válogatott művészeti írások; szerk. Wehner Tibor, jegyz. Bényi Eszter; Napkút, Bp., 2013
- Lélekben társak. Supka Magdolna és Féja Géza levelezése, 1937–1976; vál., összeáll., jegyz. Féja Endre; Nap, Bp., 2013
- "Magyarul európai". Száz éve született Supka Magdolna műtörténész. Emlékkiállítás a Pesti Vigadóban, 2014. december 8–2015. február 1.; összeáll., szerk. Balázs Sándor; MMA, Bp., 2015